# Tony Visconti

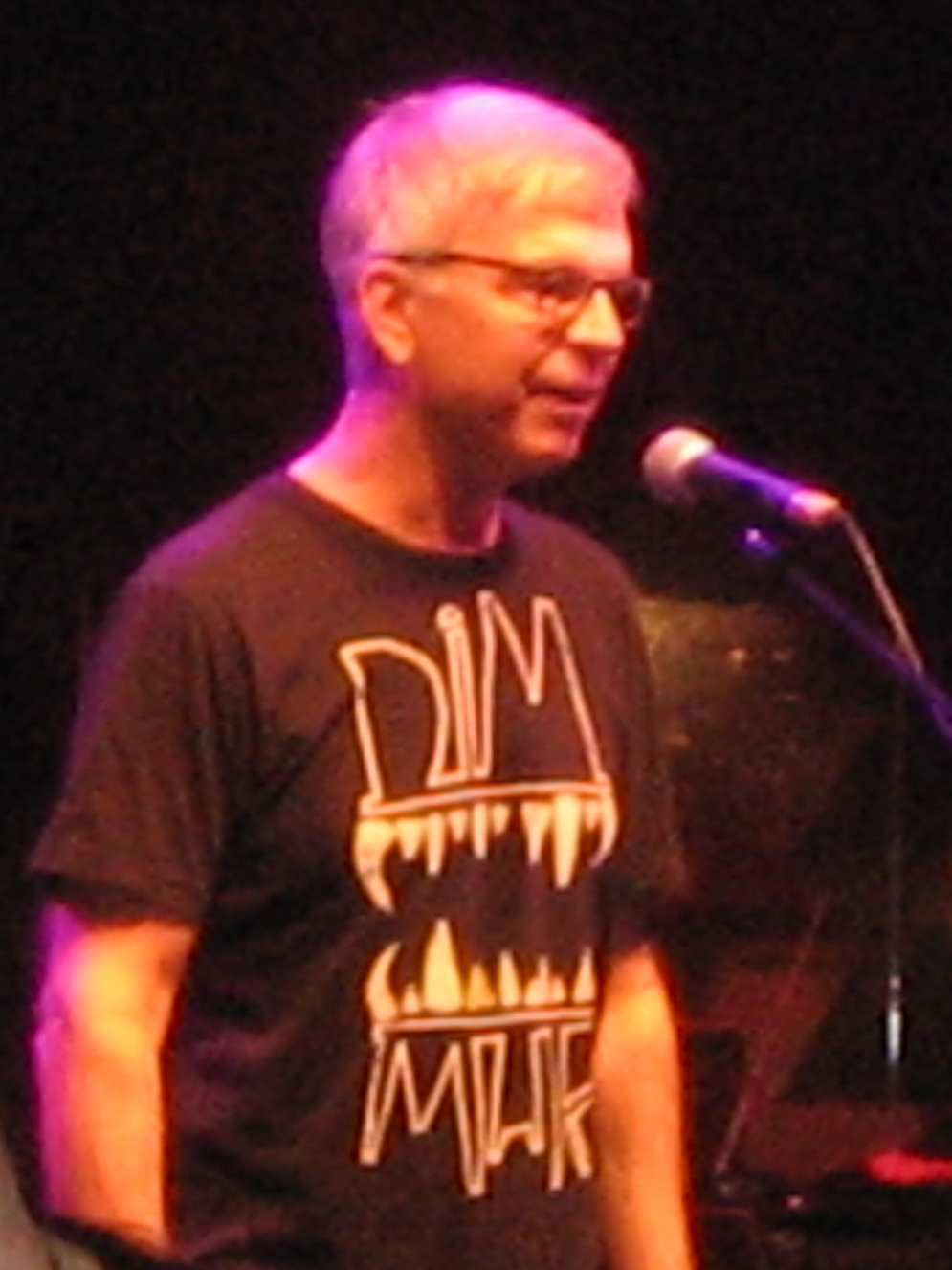
Tony Visconti (2007)

Tony Visconti (ur. 24 kwietnia 1944 na Brooklynie w Nowym Jorku) – amerykański producent muzyczny, muzyk i wokalista.
Karierę rozpoczął w latach sześćdziesiątych. Współpracował z takimi artystami jak: The Moody Blues, T. Rex, Thin Lizzy, Gentle Giant, Boomtown Rats, Hazel O’Connor, The Stranglers, Manic Street Preachers czy Morrissey.
Najdłuższa współpraca łączyła go z Davidem Bowie, wykreował on oryginalne brzmienie 13 płyt tego artysty, m.in.:
- Space Oddity (1969)
- The Man Who Sold the World (1970)
- Heroes (1977)
- Scary Monsters (and Super Creeps) (1980)
- The Next Day (2013)